# Seika Aoyama
Seika Aoyama (jap. 青山聖佳, Aoyama Seika; * 1. Mai 1996 in Matsue) ist eine japanische Sprinterin.

## Sportliche Laufbahn
Erstmals trat Seika Aoyama bei den Jugendweltmeisterschaften 2013 in Donezk international in Erscheinung. Dort gelangte sie über 200 Meter in das Halbfinale und gewann mit der japanischen Sprintstaffel (1000 Meter) die Bronzemedaille. 2014 erreichte sie bei den Asienspielen im südkoreanischen Incheon den fünften Platz über 400 Meter und gewann mit der 4-mal-400-Meter-Staffel die Silbermedaille. Mit dieser Staffel belegte sie auch den zweiten Platz im B-Finale bei den IAAF World Relays 2015 auf den Bahamas. Die Japanerinnen qualifizierten sich auch für die Weltmeisterschaften in Peking, bei denen sie aber trotz eines neuen Landesrekordes im Vorlauf ausschieden. Zwei Jahre später belegte sie bei den Asienmeisterschaften in Bhubaneswar Platz sieben über 400 Meter und erreichte mit der japanischen 4-mal-100-Meter-Staffel den sechsten Platz und gewann mit der 4-mal-400-Meter-Staffel die Bronzemedaille. Auch bei den Asienmeisterschaften 2019 in Doha gewann sie in 3:34,88 min die Bronzemedaille hinter den Teams aus Bahrain und Indien. Anschließend gelangte sie bei den World Relays in Yokohama mit der 4-mal-400-Meter-Staffel in 3:35,12 min im B-Finale auf den siebten Platz und schied mit der gemischten Staffel im Vorlauf aus. Ende September nahm sie in der Mixed-Staffel an den Weltmeisterschaften in Doha teil und schied dort mit 3:18,77 min im Vorlauf aus.
2016, 2019 und 2020 wurde Aoyama japanische Meisterin im 400-Meter-Lauf.

## Persönliche Bestleistungen
- 100 Meter: 11,77 s (+0,3 m/s), 18. Oktober 2014 in Nagasaki
- 200 Meter: 23,78 s (−1,6 m/s), 12. Juli 2013 in Donezk
- 400 Meter: 52,85 s, 2. September 2016 in Kumagaya